# Bakacsi Lajos
Bakacsi Lajos (Szeged, 1949. január 4. –) magyar pedagógus, festő és grafikus. Mesterei Vinkler László, Cs. Pataj Mihály.

## Életútja
Édesapja végzettsége kereskedő, a Szegedi Textilművekből ment nyugdíjba. Édesanyja szakképezettsége fodrász. Testvérhúga, Sarolta gyermekgondozó.
A szegedi Zalka Máté általános iskola befejezése után a szegedi Radnóti Miklós Gimnázium műszaki rajz tagozatos osztályában érettségizett, velük kezdődött és végződött ez a tagozat. Hemmert János volt a rajztanára, aki rá is nagy hatással volt. Hemmert ajánlotta be a Tábor utcai szabadiskolába, ahol Vlasits Károly korrigált. Itt volt az első kiállítása 1968-ban. A városi képzőművészeti kör megszűnte után a Vasutas Képzőművészeti Körben dolgozott évekig.
A budapesti Képzőművészeti Főiskolára nem jutott be, a család anyagi körülményei pedig nem tették lehetővé a többszöri kísérletezést, így egy évig fizikai munkát vállalt, segédmunkás volt a Textilművekben, a művész ezt nem élte meg veszteségként, úgy érzi, megismerte és megtanulta a fizikai munka becsületét.
1968-ban felvételt nyert a szegedi Juhász Gyula Tanárképző Főiskola földrajz-rajz szakjára. A Rajz Tanszéken először Cs. Pataj Mihály, majd harmadik-negyedik évben Vinkler László voltak a mesterei. Élmény volt számára Fischer Ernő művészetelméleti speciális kollégiuma is. 1972-ben az Országos Diákköri Konferencián Az op-art alapjai és helye a 20. század művészetében című dolgozatát mutatta be az ELTE-n, és első helyezést ért el a társadalomtudományi szekcióban. Ez volt a szakdolgozata témája is. 1972-ben elnyerte a Tanárképző Főiskola kiváló tanárjelöltje díjat, és földrajz-rajz szakos tanári diplomát szerzett.
A Déri Miksa Gépipari Kollégiumban kapott nevelőtanári állást, mellette a könyvtárat is kezelte, zenehallgatást vezetett, linómetsző kört alakított és a tanulókkal rendszeresen járt a város képzőművészeti kiállításaira. Délelőttönként helyettesített a város általános iskoláiban. Ponicsán Ádám megbetegedése miatt 16 óráját vette át a főállás mellett a szegedi Vedres István Szakközépiskolában, majd 1980 augusztusában áthelyezéssel került át, s szabadkézi rajzot meg ábrázoló geometriát tanított.
2000-ben indult a Vedresben a rajz-tagozatos osztály. Ennek rajzos tantervét Bakacsi Lajos dolgozta ki. A tagozaton szabadkézi rajzot, festést, grafikai technikákat, számítógépes grafikát, műalkotások elemzését tanította. 2005 óta mintegy harminc PowerPoint bemutatóban feldolgozta az őskortól napjainkig a művészet történetét. Mára a rajzos érettségizettek közül évente néhányan építészeti egyetemeken, hárman–négyen Egerben, Kaposváron, napjainkban inkább a Szegedi Tudományegyetem képi ábrázolás főiskolai karán tanulnak tovább.
Kilenc évig, amíg működött a Csongrád Megyei Rajztanár Stúdió, annak ásotthalmi művésztelepén dolgozott nyaranként. Először Utrechtben járt külföldön, a FISAE, a Kisgrafikabarátok Nemzetközi Szervezetének Találkozóján. Cs. Pataj Mihály, később Kopasz Márta hatására kezdett kisgrafikákat készíteni, haladtak ők Kopasz Márta művésznővel Buday György nyomdokain és tovább. Lírai és népi motívumokat felhasználó veretes grafika az övék. Bakacsi ellátogatott Erdélybe, Buday György hazájába, benyomásokat, tapasztalatokat szerezni az ottani tájról és az ottani alkotókról. Később Hollandiába, Franciaországba, Olaszországba is eljutott kiállításokra, tanulmányutakra. Szülőföldjén, szűkebb hazájában Csongrád megyében is gyakran szerepel egyéni kiállításaival, Szegeden kivül most 2015 tavaszán Szentesen, Derekegyházán, Szegváron, Békésszentandráson is bemutatta alkotásait, Harmóniák és kontrasztok című tárlatának megnyitó előadásait Apró Ferenc jeles helytörténész és Tóth Attila művészeti író vállalta.

## Művészete
1968 óta kiállító művész mind a mai napig, alkotókedve és alkotóereje töretlen, a szegedi képzőművészeti élet jeles egyénisége. A 20. század második felének új magyar avantgárd művészetébe kapcsolódott be az ő festészete, posztimpresszionista képekkel indított, majd leginkább a gesztus festészettel tudta kifejezni mondanivalóit, több évtizede meg az egyre derűsebb lírai absztrakt expresszionista irányzat mentén alkot.
Művészileg és emberileg is hiteles egyéniség, grafikái, könyvillusztrációi (Czilczer Olga költőnő, Árpás Károly író kötetei), ex libris munkái külön színt jelentenek az ő alkotásai közt, határozott kontúrokkal követi és továbbgondolja az erdélyi származású alföldi festő (Nagy István) és a szintén erdélyi származású, végül Londonba kitelepült (Buday György) művészek hagyományait. Szeged város önkormányzata több festményt is vásárolt az ő műveiből, melyek megtekinthetők a városháza barokk tornya alatt. Szeged jeles írói, helytörténészei, művészeti írói, köztük Tandi Lajos, Apró Ferenc, Szuromi Pál értékelték az ő művészetét, s nyitották meg egyéni kiállításait, melyek főleg Szegeden és a „szegedi nagy tájban” zajlanak. Természetesen, mihelyt módja nyílt rá, külföldön is megmérette alkotásait, köztük Hollandiábanban, Japánban, Olaszországban, Csehországban.
Már 2000 óta minden évben, legutóbb 2014-ben, s majd 2015-ben is szerepel munkáival a Szegedi Rajzpedagógus Kiállításokon, díjakat nyert. Az Év Képzőművésze és Vinkler László-díj kettős kitüntetést Nagy Károly, a Szegedi Szépmíves Céh elnöke nyújtotta át 2012. szeptember 14-én. Nagy Károly jellemezte Bakacsi Lajos szakmai kvalitásait, akit segítőkész, újító szándékú, a friss technikai újításokra is nyitott, példamutató embernek ismer a szakmai közösség és a műértő közönség. A díjakat, elismeréseket művészeti munkájához kapcsolódó pedagógusi munkája elismeréseképpen is kapta, tehát kettős okból.

## Galéria

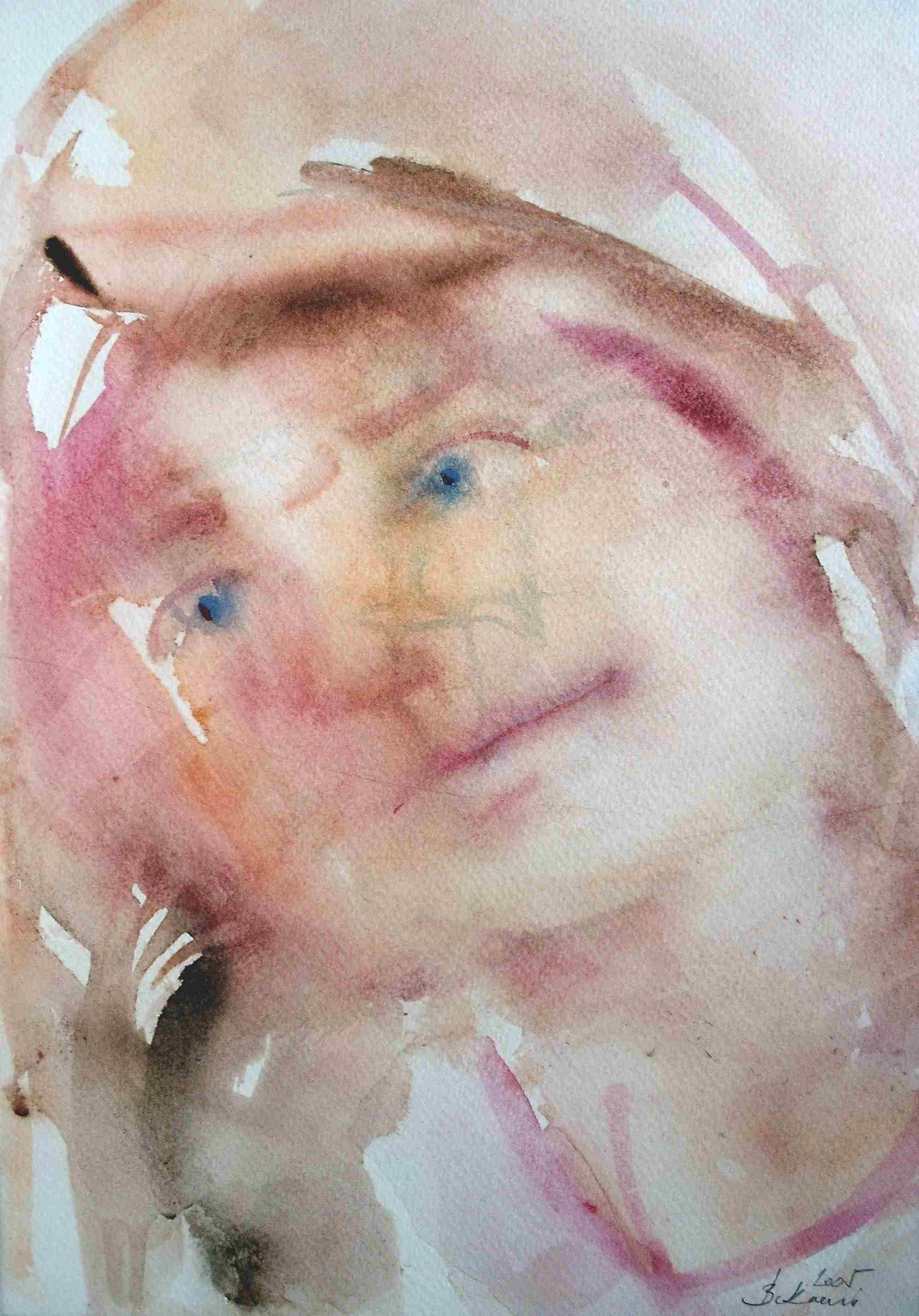
A kékszemű I. (akvarell)
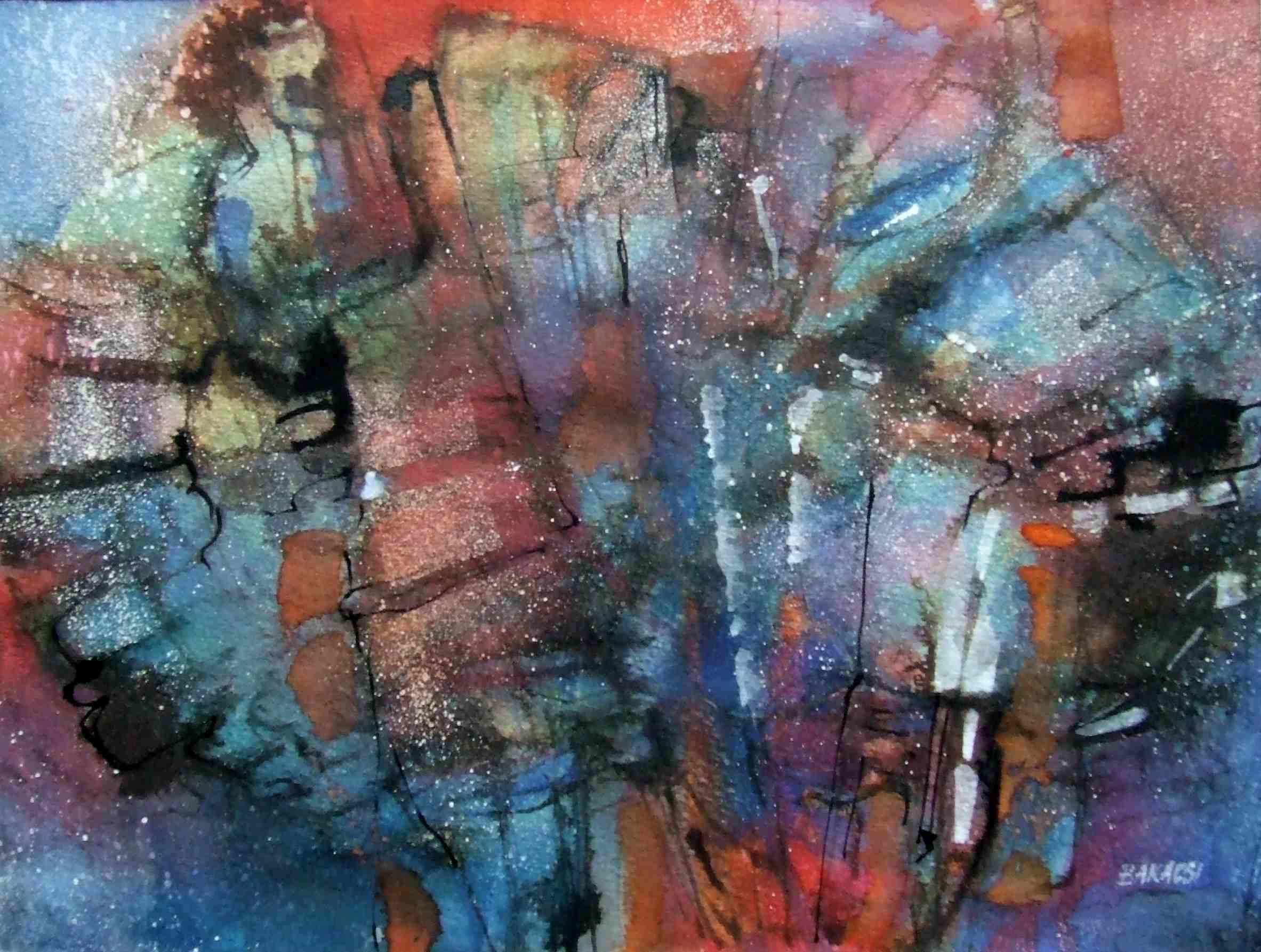
Alkony a Tisza parton (vegyes technika, 2008)
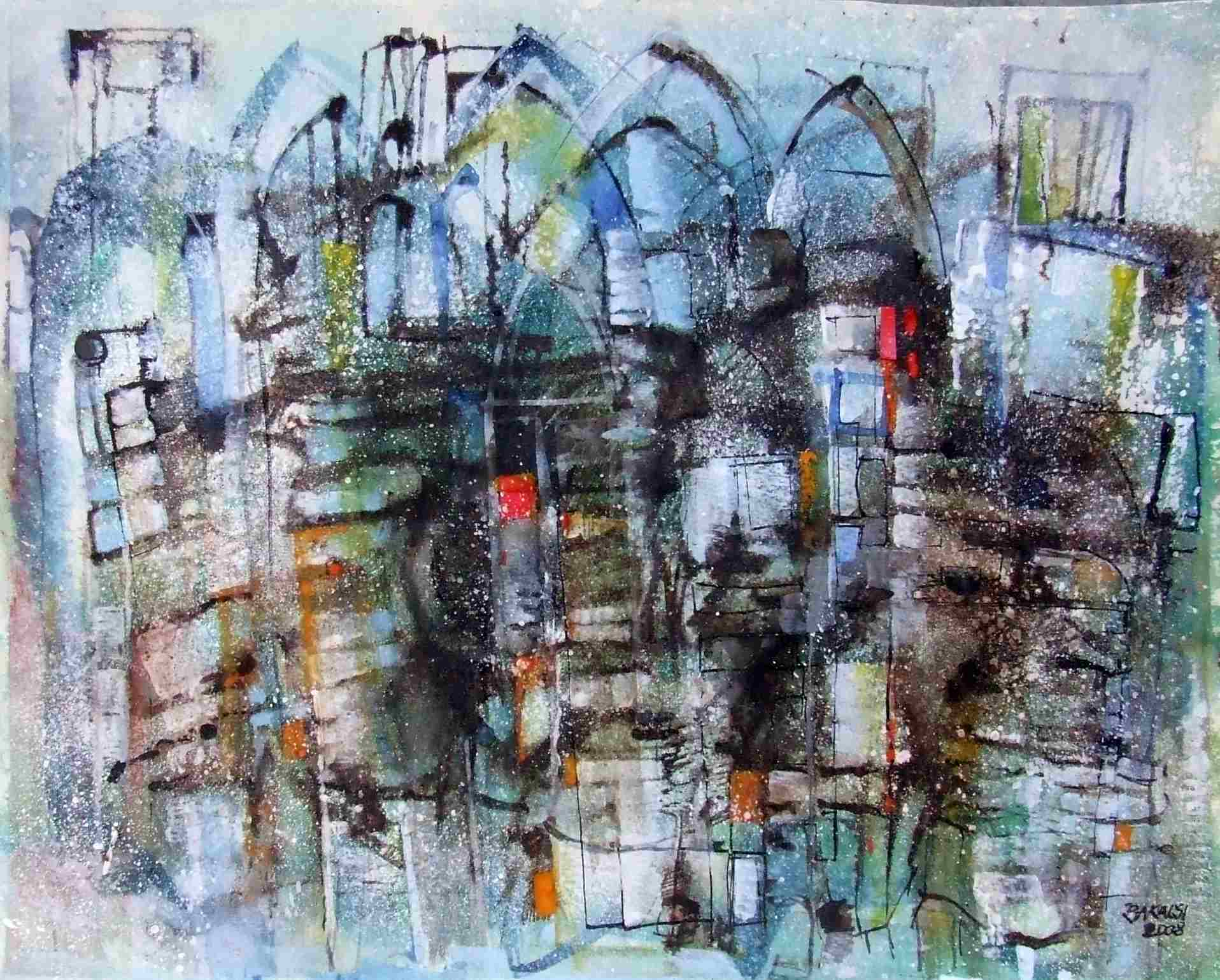
Gotika (vegyes technika, 2008)
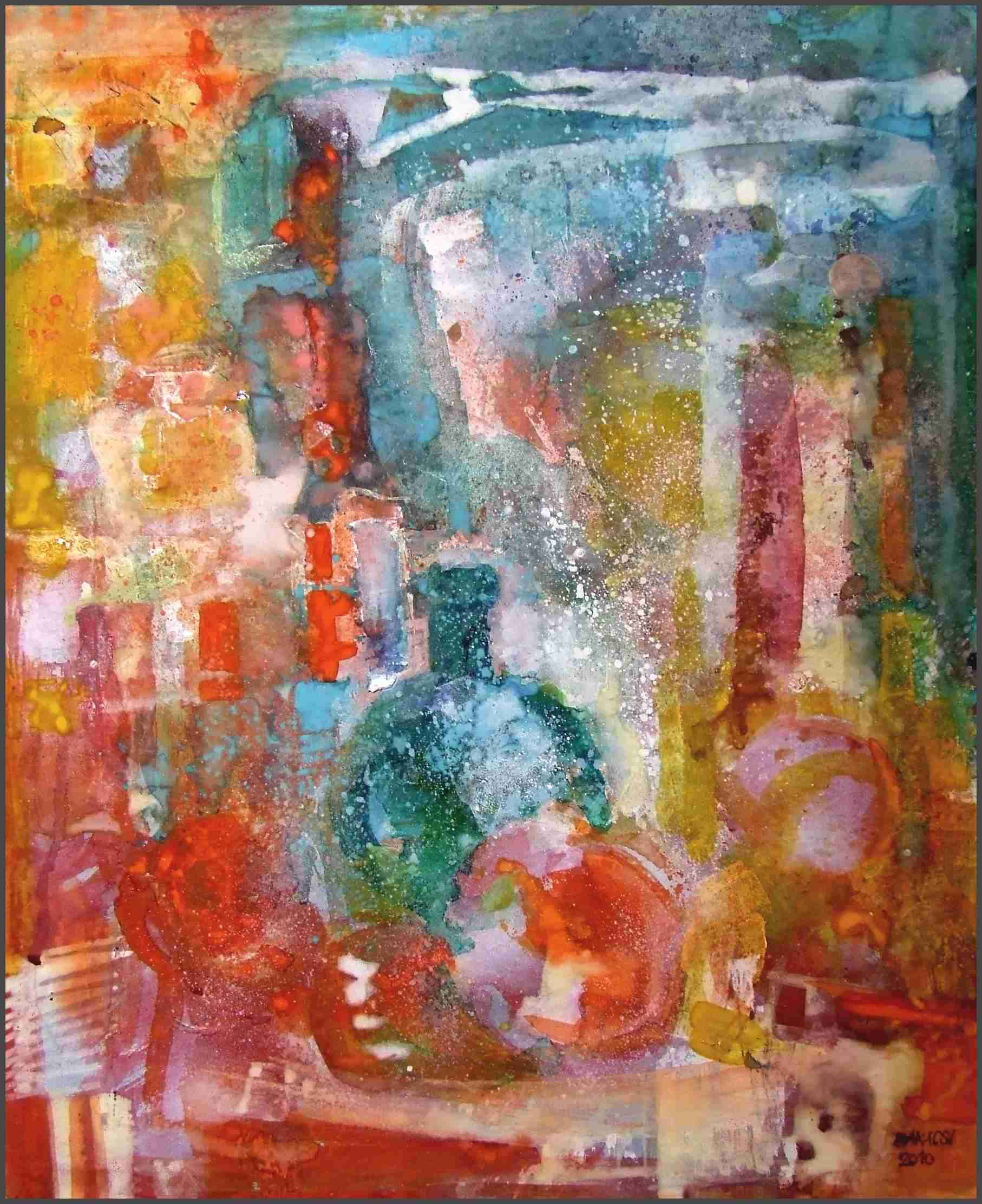
Csendélet vörösben (vegyes technika)

## Kiállítások (válogatás)

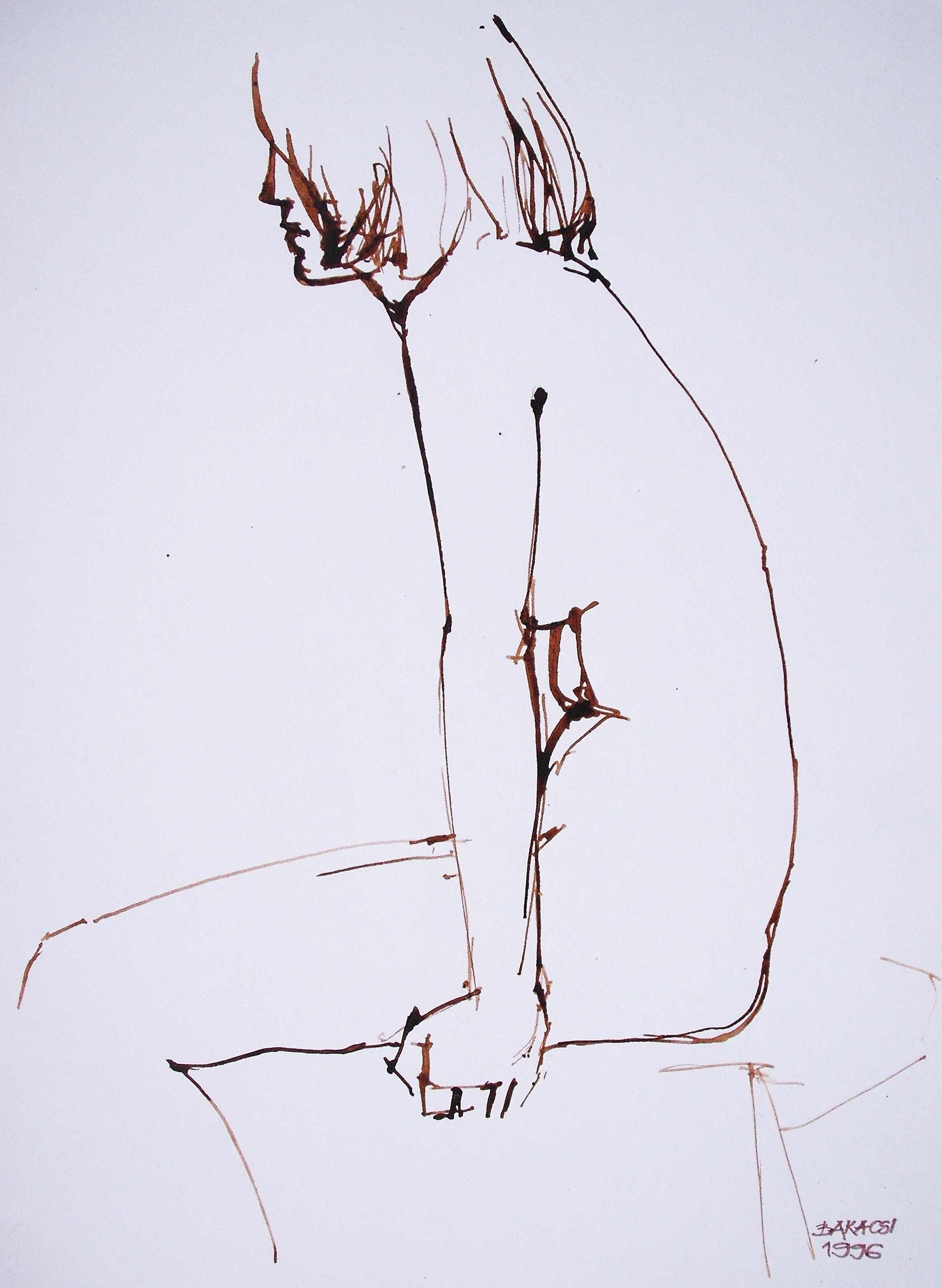
Akt (pác, 1996)

### Egyéni kiállítások
- Tábor utcai Szabadiskola, Szeged (1968)
- Szeged, Bartók Művelődési Központ Fiatal művészek Klubja (1975)
- Bartók Művelődési Központ „B” Galéria Szeged (1977)
- Orfeusz és Euridiké című kiállítás - Ifjúsági Ház Galéria, Szeged (1987)
- Erdőmélyi jegyzetek című kiállítás – Paletta galéria, Szeged (1987)
- Bálint Sándor Művelődési Ház, Szeged (1997)
- Cora-Galéria, Szeged (2000)
- Somogyi-könyvtár Szeged, (2004)
- Szelíd gesztusok című kiállítás- Bartók Művelődési Központ „B” Galéria - Szeged (2006)
- Somogyi-könyvtár, Szeged (2009)
- Utak című kiállítás (Bálint Sándor Művelődési Ház és a Szegedi Szépmíves Céh közös rendezésében) Szeged (2010).
- Harmóniák és kontrasztok című kiállítása, Tokácsli Galéria, Szentes; Dr. Brusznyai Árpád Művelődési Ház és Könyvtár, Derekegyház; Szegvári Művelődési Ház, Szegvár; Körös Művelődési Ház és Könyvtár, Békésszentandrás (2015).

### Csoportos kiállítások

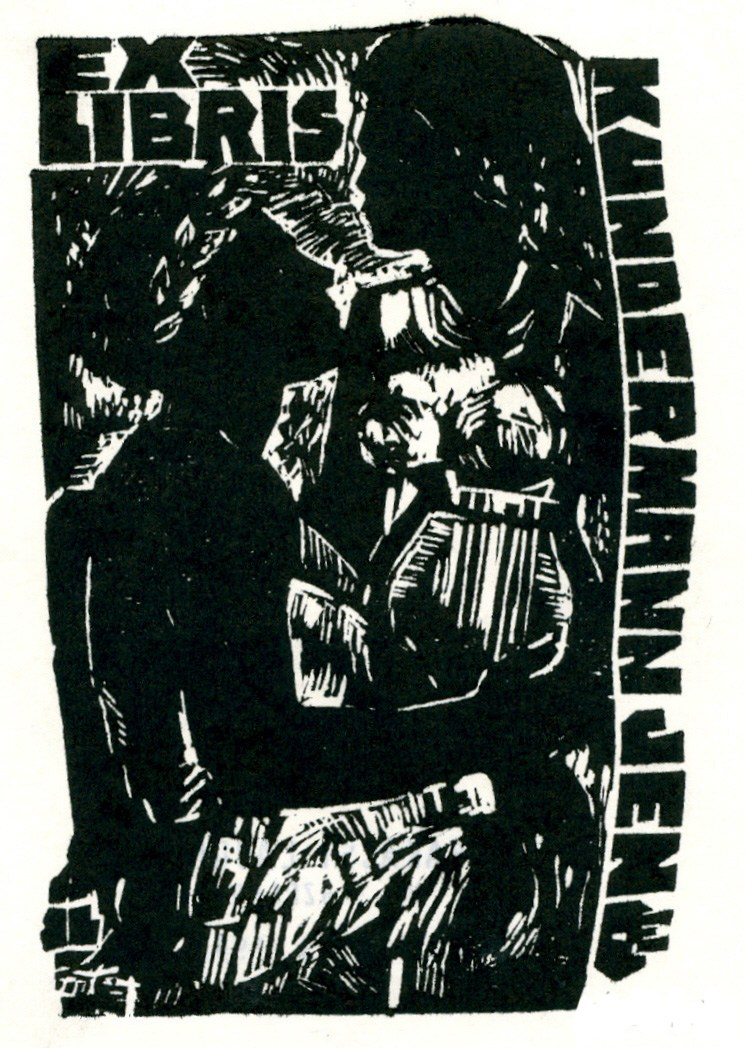
Ex libris

#### A Nemzetközi Ex Libris Kongresszus (FISAE) kiállításai
- Utrecht, Hollandia (1986)
- Szapporo, Japán (1992)
- Milánó, Olaszország (1994)
- Chrudim, Csehország (1996)

#### További csoportos kiállítások
- Beius, Románia (Kisgrafikai kiállítás 1994)
- Tajpej, Tajvan (Kisgrafikai kiállítás 1994)
- Kisgrafika Barátok Köre Országos Találkozók kiállításai
- Gyula - Ex libris biennále (Erkel az ex librisen 1993, Dürer az ex librisen 1995)
- BPS – csoport (Bakacsi Lajos-Pataj Miklós-Sinkó János) 10 kiállítása (1974-1983)
- Szegedi Téli Tárlat, Móra Ferenc Múzeum Képtára, Szeged (1975, 1977)
- Szeged Képzőművészete, Móra Ferenc Múzeum Képtára, Szeged (1986)
- Táblakép-festészeti Biennále, Móra Ferenc Múzeum Képtára, Szeged (1987, 1994, 1996, 1998)
- Szegedi Nyári Tárlat, Móra Ferenc Múzeum Képtára, Szeged (1986, 1988, 1992, 1995, 1997, 2000)
- Szegedi Nyári Tárlat, Olasz Kulturális Központ, Szeged (2003, 2005)
- Jubileumi kiállítás - 45 éves a rajztanárképzés, Móra Ferenc Múzeum Képtára (1993)
- Szegedi festők, Móra Ferenc Múzeum Képtára, Szeged (1997)
- Vinkler László és tanítványai, Városi Képtár, Orosháza (2001)
- Szegedi Kortárs Képzőművészek Tárlata, Párizsi Magyar Intézet, Párizs(2005)
- Szegedi Szépmíves Céh kiállításai (JATE Aula 1991, Móra Ferenc Múzeum- Képtár 1993, Bálint Sándor Művelődési Ház 1994, Megyeház Aula 1999, Mohács-Kossuth Galéria 2010)
- Dél-alföldi Tárlat- Tornyai János Múzeum, Hódmezővásárhely (1986)
- Tavaszi Tárlat - Tornyai János Múzeum, Hódmezővásárhely (1997)
- Szegedi Pedagógus Képzőművészek Tárlata (1987, 1988, 1989, 1990)
- Szegedi Rajzpedagógus Tárlat (2000, 2001, 2003, 2004, 2005, 2006, 2007, 2008, 2009, 2010, 2011, 2012, 2013, 2014, 2015)
- Csongrád Megyei Rajztanár Stúdió Kiállítása, Makó (1982), Ásotthalom, Makó (1985)
- Corpus című kiállítás – Olasz Intézet. Szeged (2008)
- Egy század sokszínűsége - a szegedi kisgrafika megteremtői és folytatói (2011, Kass Galéria - Móra Ferenc Múzeum)

## Társasági tagság
- Magyar Alkotóművészek Országos Egyesülete (MAOE)
- Kisgrafika Barátok Köre művészeti Egyesület
- Szegedi Szépmíves Céh (alapító tagja 1990 óta, 2000-08 elnöke)

## Díjak, elismerések
- Miniszteri dicséret (1987)
- Dürer az ex librisen pályázaton Gyulán a Városszépítő Egyesület különdíja (1995)
- Pedagógus Szakszervezet és Városi Önkormányzat Díja (a Pedagógus kiállításokon nyújtott művészeti és szervezői munkáért 1989, 1995, 2008, 2012)
- Kölcsey érem : a Magyar Kultúra Napja alkalmából (2009 január 22.) a képzőművészet terén végzett munkájáért
- Az év képzőművésze és Vinkler László-díj (2012)